# Geoffrey Arend
 (novembre 2011).
Si vous disposez d'ouvrages ou d'articles de référence ou si vous connaissez des sites web de qualité traitant du thème abordé ici, merci de compléter l'article en donnant les références utiles à sa vérifiabilité et en les liant à la section « Notes et références ».
Pour les articles homonymes, voir Arend.
Geoffrey Arend, né le 28 février 1978 à Manhattan, est un acteur américain. Il est surtout connu pour son rôle d'Ethan Gross dans la série dramatique d'ABC Body of Proofet de Matt Mahoney dans la série dramatique politique de CBS Madam Secretary.

## Vie privée
Depuis 2009, il est marié avec l'actrice Christina Hendricks. En octobre 2019, Hendricks et Arend annoncent leur séparation sur les réseaux sociaux.

## Filmographie

### Cinéma

#### Courts métrages
- 2005 : Press or Say II : Agent temporaire (voix)
- 2008 : Taglines : Hector
- 2008 : She Pedals Fast : Le siffleur
- 2009 : Paper Tigers de Robert Lopuski : Meu
- 2010 : Gaysharktank.com :
- 2011 : Rough Sext : Geoff
- 2011 : Quirky Girl :
- 2012 : Body of Proof: The Musical :
- 2013 : The Callback : David Weber
- 2014 : Distance : Nick Stelzer
- 2015 : Love Life : WWJTKD

#### Longs métrages
- 2001 : Super Troopers de Jay Chandrasekhar : un étudiant à l'université
- 2001 : Bubble Boy : Flipper Boy
- 2003 : Une si belle famille (It Runs in the Family) de Fred Schepisi : Malik
- 2003 : A Tale of Two Pizzas : Johnny
- 2004 : Garden State de Zach Braff : Karl Benson
- 2005 : The Ringer de Barry W. Blaustein (en) : Winston
- 2006 : Pledge This! de William Heins : Dax / Mother / Photographer
- 2007 : Loveless in Los Angeles (en) d'Archie Gips - Ryan
- 2007 : Killing Zelda Sparks (en) de Jeff Glickman : Terry Seville
- 2008 : An American Carol : Mohammed
- 2009 : (500) jours ensemble : McKenzie
- 2010 : Peep World : Dr Novak
- 2010 : Devil : Salesman
- 2012 : Save the date (en) de Michael Mohan : Kevin
- 2014 : Beach Pillows : Morgan Midwood
- 2014 : Worst Friends : Jeremy
- 2016 : Angry Birds, le film : Enseignant en garderie (voix)

### Télévision

#### Téléfilms
- 2002 : Daria: Adieu le lycée (Is It College Yet?) : Charles "Upchuck" Ruttheimer III (voix)
- 2002 : Porn 'n Chicken : Andy
- 2007 : Making It Legal : Ethan
- 2009 : Rex : Jeffrey Wagstaff
- 2014 : Back to Backspace (programme court) : Ranklin (voix)

#### Séries télévisées
- 1997 - 2001 : Daria (21 épisodes) : Charles "Upchuck" Ruttheimer III / Ken Edwards / Leonard Lamm
- 1998 - 1999 : Celebrity Deathmatch :
  - (saison 1, épisode 07 : Nick Returns) : Christopher Walken (voix)
  - (saison 2, épisode 04 : The Time Machine) : Sean Connery (voix)
- 2002 : Les Années campus (Undeclared) (saison 1, épisode 10 : Les Petits Boulots) : Jimmy
- 2003 : Hey Joel (en) (saison 1, épisode 01 : Judgment Day) : Moby / David Faustino / Intercom Voice (voix)
- 2003 : Haine et Passion (Guiding Light) (épisode date du 11 juin 2003) : The Mole / Gavin Strong (voix)
- 2003 : New York, police judiciaire (Law and Order) (saison 14, épisode 02 : Chasseurs de primes) : Jeffrey
- 2004 : New York, section criminelle (Law and Order: Criminal Intent) (saison 3, épisode 17 : L'Éveil des sens) : Daris Macelvoy
- 2004 : The Wrong Coast (en) : Diverses voix de célébrités
- 2005 : New York, unité spéciale (saison 6, épisode 14) : le créateur du jeu vidéo
- 2006 : Love Monkey (saison 1, épisode 07 : The Window) : Kyle
- 2006 : The Bedford Diaries (saison 1, épisode 07 : Risky Business)
- 2008 : Greek (GRΣΣK) : Joe, l'égyptien
  - (saison 1, épisode 13 : Nouveaux Défis)
  - (saison 1, épisode 15 : Souvenirs-Souvenirs)
- 2009 : Trust Me (en) (13 épisodes) : Hector Culligan
- 2009 : Private Practice (saison 3, épisode 06 : Faux Départ) : Jimmy
- 2010 : Médium (Medium) (saison 6, épisode 16 : Noces de sang) : Andy Seward
- 2010 : The Closer : L.A. enquêtes prioritaires (The Closer) (saison 6, épisode 03 : Garde rapprochée) : Wayne West
- 2011 - 2013 : Body of Proof (42 épisodes) : Dr Ethan Gross
- 2013 : Neil's Puppet Dreams (en) (saison 1, épisode 07 : Bollywood) : DJ
- 2014 : Grey's Anatomy (saison 10, épisode 15 : À l'abandon) : Thom
- 2014 : Garfunkel and Oates (en) (saison 1, épisode 01 : The Fadeaway) : Todd
- 2014 - 2019 : Madam Secretary : Matt Mahoney
- 2016 : Dream Corp, LLC (en) (saison 1, épisode 03 : The Predator) : Patient n°86
- 2021 : Physical : Jerry Goldman

## Jeux vidéo
- 2000 : Daria's Inferno (en) : Charles "Upchuck" Ruttheimer III / Degas Street patrons (voix)
- 2004 : Red Dead Revolver : M. Black / Prof. Perry / Cowboys #6 (voix)
- 2004 : Grand Theft Auto: San Andreas : Pedestrian (voix)
- 2005 : The Warriors : Hi Hat (voix)
- 2006 : Neverwinter Nights 2 : Cain / Githyanki Lieutenant / Vashne (voix)
- 2007 : Manhunt 2 : The Legion (voix)
- 2008 : Grand Theft Auto IV : The Crowd of Liberty City (voix)